# Thesium humile
Thesium humile là một loài thực vật có hoa trong họ Santalaceae. Loài này được Vahl miêu tả khoa học đầu tiên năm 1794.